# Altes Brauhaus (Kempten)

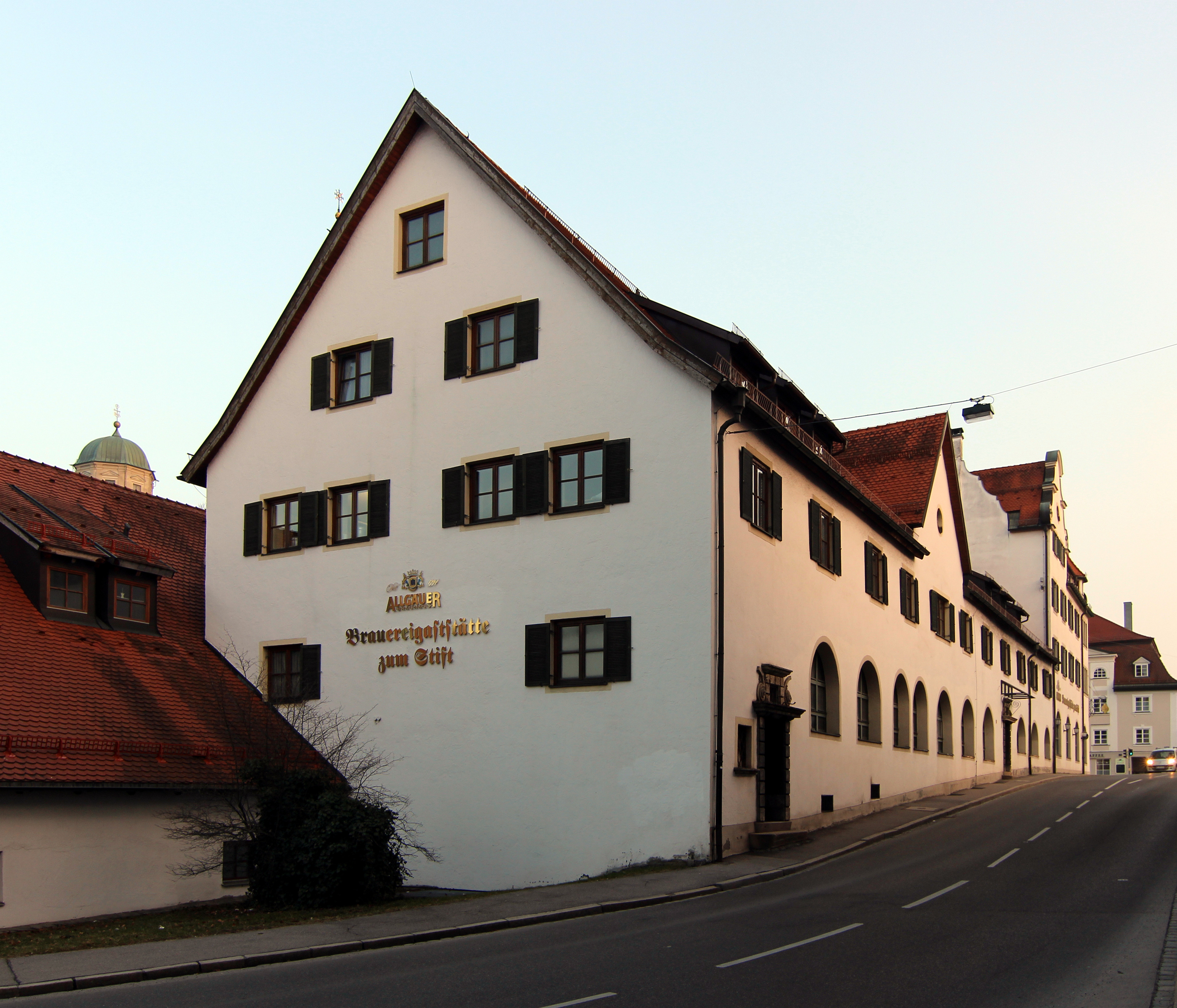
Altes Brauhaus in Kempten

Das Alte Brauhaus (auch Altes Bräuhaus oder Alte Brauerei) ist ein denkmalgeschütztes Brauereigebäude aus dem Jahr 1680 in Kempten. Die Anschrift lautet Memminger Straße 2.
Es wurde von Rupert von Bodman am westlichen Ende des Platzes vor der St.-Lorenz-Kirche erbaut. Die traufseitige Fassade wurde um 1920 geändert. Nach einem Brand wurde die Funktion des Alten Brauhauses in die Stiftsmälzerei daneben verlegt, das sogenannte Neue Brauhaus.